# Lemma di Scheffé
In matematica, il lemma di Scheffé è un risultato in teoria della misura riguardante la convergenza di successioni di funzioni integrabili . 
Si afferma che, se {\displaystyle f_{n}} è una successione di funzioni integrabili su uno spazio di misura {\displaystyle (X,\Sigma ,\mu )} che converge quasi ovunque ad un'altra funzione integrabile {\displaystyle f}, allora {\displaystyle \int |f_{n}-f|\,d\mu \to 0} se e solo se {\displaystyle \int |f_{n}|\,d\mu \to \int |f|\,d\mu } . 

## Applicazioni
Applicato alla teoria della probabilità, il teorema di Scheffé, implica che la convergenza puntuale quasi ovunque delle funzioni di densità di probabilità di una successione di variabili aleatorie assolutamente continue rispetto alla misura μ implicano la convergenza in distribuzione di tali variabili aleatorie.